# John-Étienne Chaponnière
Jean-Élie Chaponnière, znany jako John-Étienne Chaponnière (ur. 11 lipca 1801 w Genewie, zm. 19 czerwca 1835 w Monnetier-Mornex) – szwajcarski rzeźbiarz epoki romantyzmu.

## Życiorys
Kształcił się w paryskim warsztacie Jamesa Pradier. W 1833 Adolphe Thiers zlecił mu wykonanie jednej z płaskorzeźb Łuku Triumfalnego w Paryżu.

## Ważne dzieła

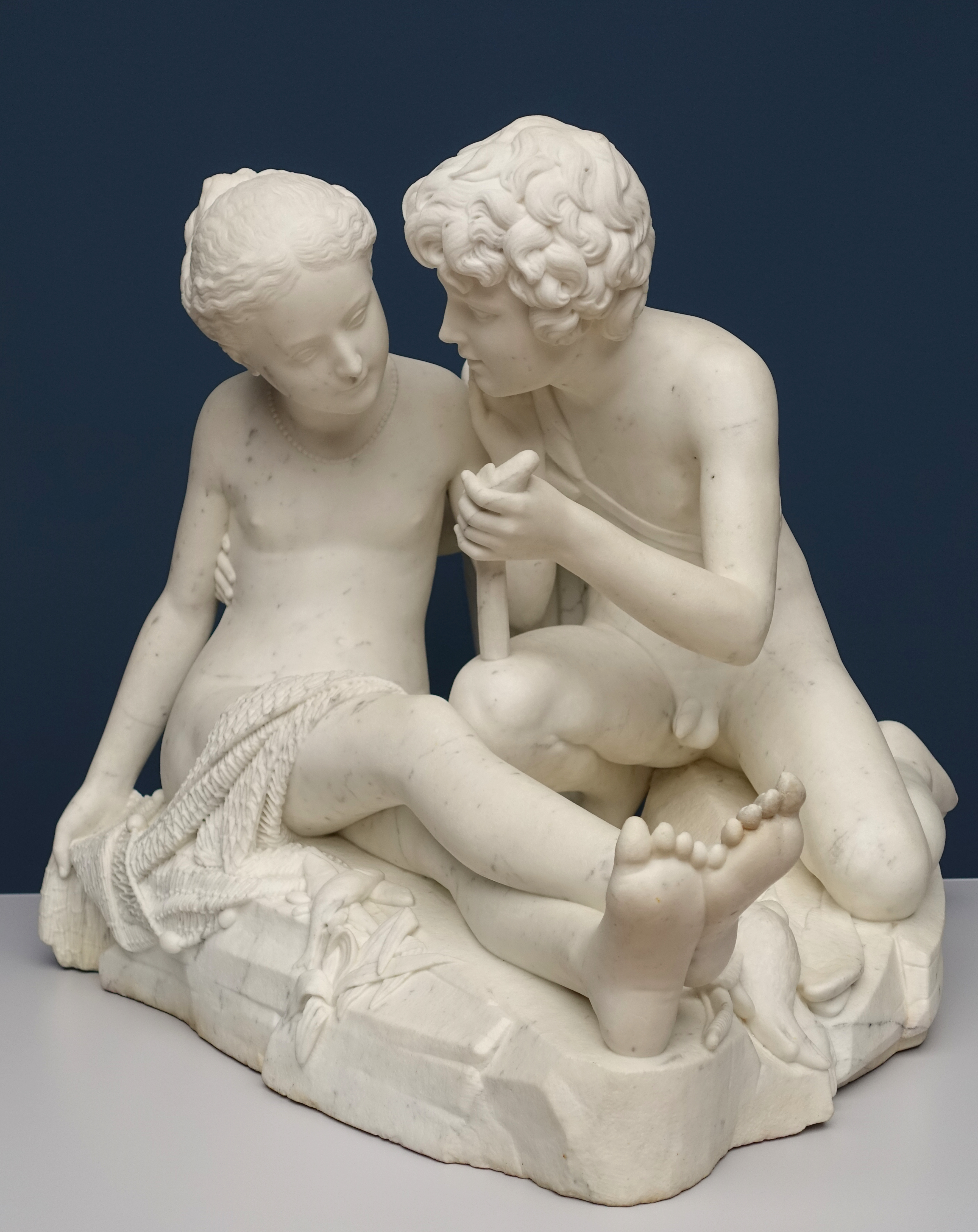
Daphnis et Chloé, Villa Vauban w Luksemburgu, 1828
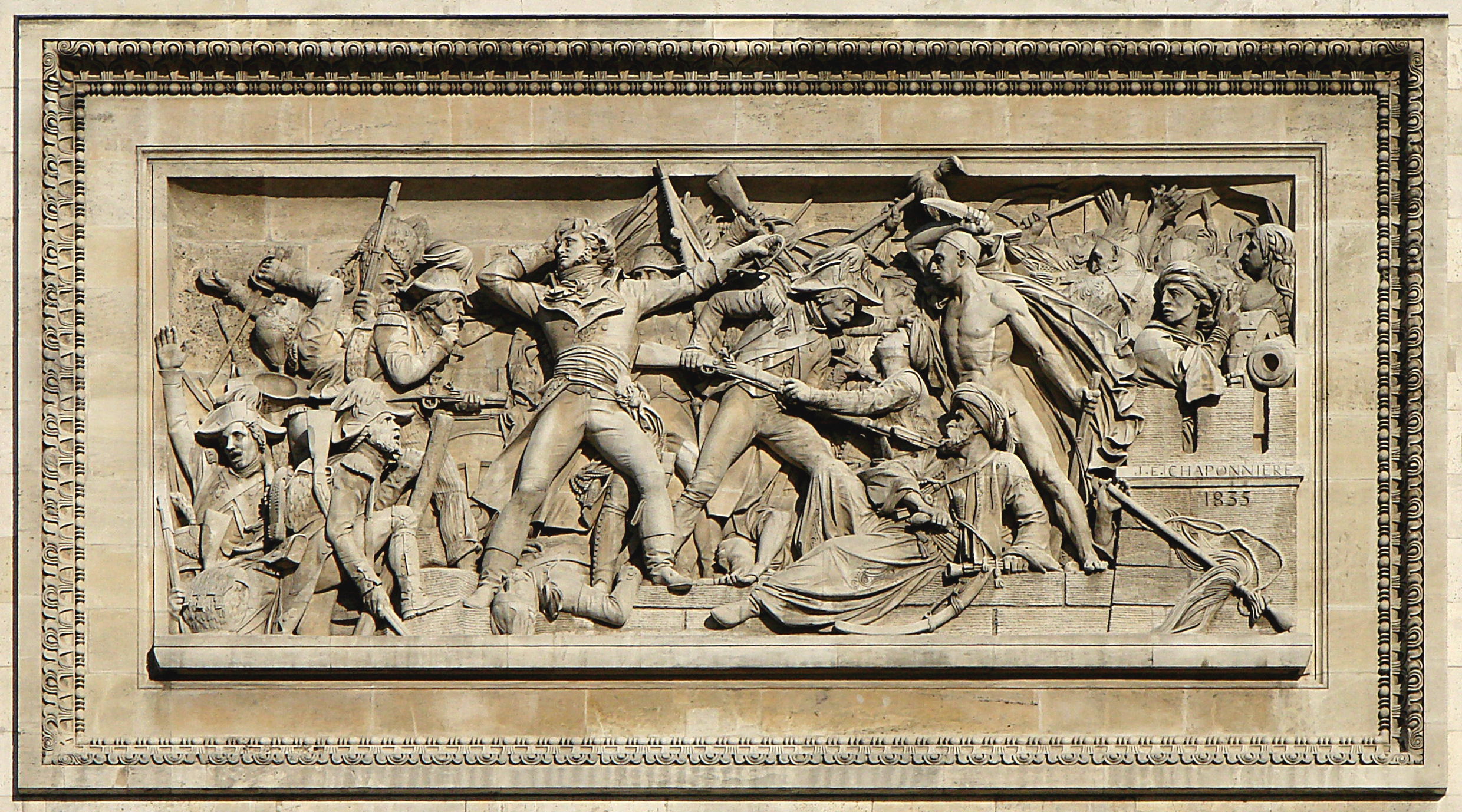
Zdobycie Aleksandrii, Łuk Triumfalny w Paryżu, 1833
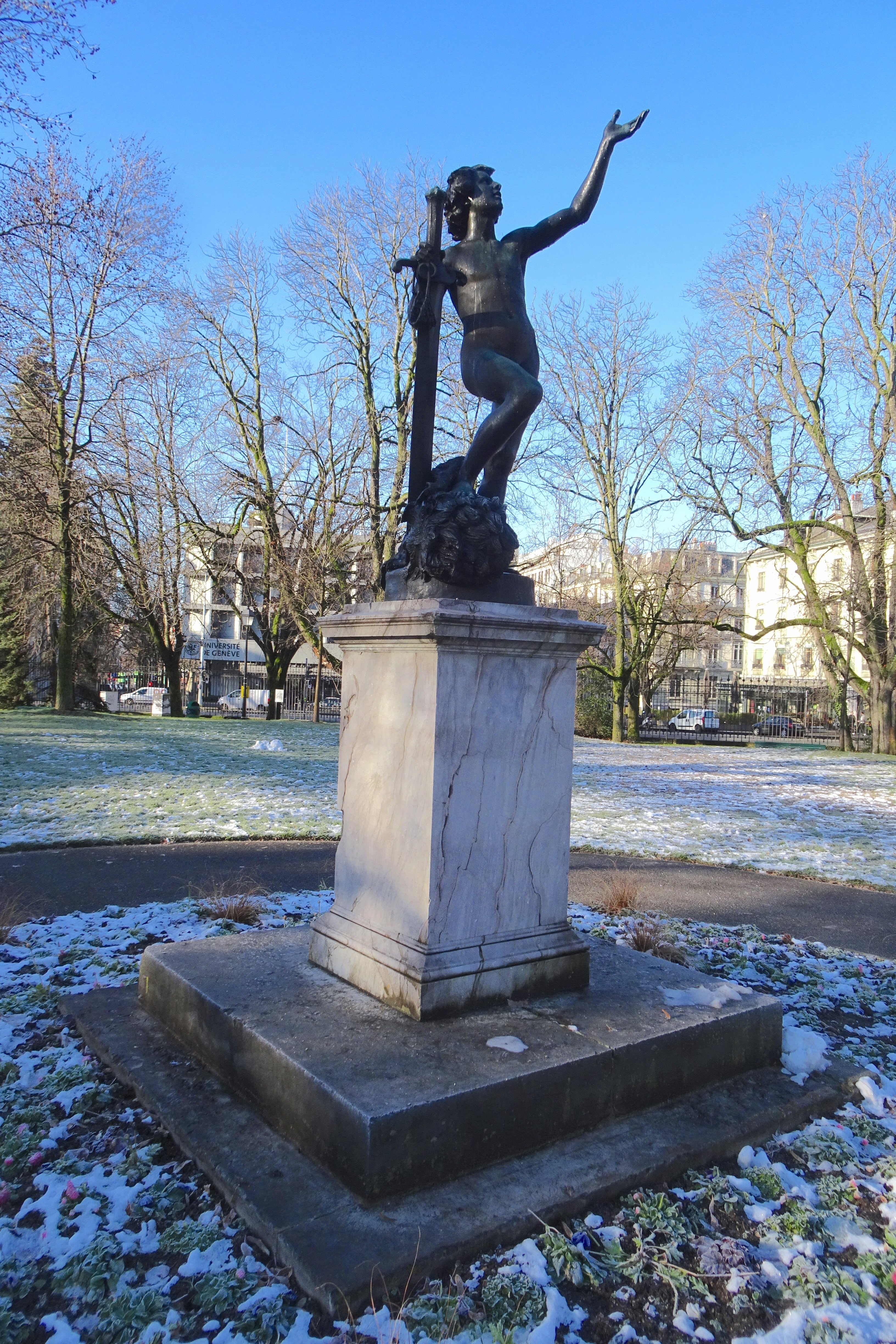
Dawid i Goliat, parc des Bastions w Genewie